# DMA's
DMA's is een rockband uit Australië. De band werd in 2012 opgericht door Johnny Took en Tommy O'Dell (Underlights) en Matt Mason. Ondanks een initieel gebrek aan aspiratie om live te spelen, heeft DMA's verschillende optredens verzorgd waaronder op London Calling 2014 en Lowlands 2015. Tijdens live shows bestaat de band uit zes personen.

## Biografie
De EP DMA's werd in 2014 uitgebracht. De lo-fi opnames vonden plaats in Took's slaapkamer. In 2016 verscheen het debuutalbum Hills end dat op nummer 75 eindigde in de Album Top 100, op nummer 8 in de Australische ARIA Albums Chart en net niet de top 10 van de iTunes Album Chart haalde. De debuutsingle Delete deed het goed op zowel radio als sociale media. Blur-drummer en dj Dave Rowntree maakte het lied record of the week in zijn radioprogramma op de Britse zender XFM. Play it out maakt deel uit van de soundtrack van het computerspel FIFA 17.
In 2016 coverde de band het nummer Believe van Cher voor Like a version, onderdeel van verschillende radioprogramma's op de Australische zender Triple J. De cover belandde op de zesde positie in de hitlijst Triple J Hottest 100 en werd daarmee de hoogst genoteerde Like a version-cover in deze lijst. In juli 2018 was de YouTube-video bijna zes miljoen keer bekeken. In april 2018 werd het album For now uitgebracht.

## Discografie

### Studioalbum
- Hills end, 2016
- Fow now, 2018
- The Glow, 2020
- How Many Dreams?, 2023

### EP
- DMA's, 2015

### Singles
- Feels like 37, 2015
- Lay down, 2015
- Delete, 2015
- Too soon, 2016
- In the moment, 2016
- Timeless, 2016
- Dawning, 2017
- In the air, 2018
- For now, 2018